# Haliclystus stejnegeri
Haliclystus stejnegeri is een neteldier uit de klasse Staurozoa. 
Het dier komt uit het geslacht Haliclystus en behoort tot de familie Lucernariidae. Haliclystus stejnegeri werd in 1899 voor het eerst wetenschappelijk beschreven door Kishinouye.